# Гулд, Джей (второй)
Джей Гулд второй (англ. Jay Gould II; 1 сентября 1888, Мамаронек — 26 января 1935, Маргаретвилл) — американский игрок в жё-де-пом (прообраз современного тенниса), чемпион летних Олимпийских игр 1908 в Лондоне, трёхкратный чемпион мира (1914-1916), внук американского финансиста Джея Гулда.
На Играх 1908 в Лондоне Гулд занял первое место в единственном турнире по жё-де-пому среди отдельных спортсменов.